# جون سيباستيان ليتل
جون سيباستيان ليتل (بالإنجليزية: John Sebastian Little)‏ هو محامي وسياسي أمريكي، ولد في 15 مارس 1851 في مقاطعة سيباستيان في الولايات المتحدة، وتوفي في 29 أكتوبر 1916 في ليتل روك في الولايات المتحدة. نشط حزبياً في الحزب الديمقراطي.

## مناصب
- انتخب عضو مجلس نواب أركنساس.
- انتخب عضو مجلس النواب الأمريكي عن دائرة Arkansas's 2nd congressional district [الإنجليزية]‏ (3 ديسمبر 1894 – 3 مارس 1903).
- انتخب حاكم أركنساس  [لغات أخرى]‏ (18 يناير 1907 – 11 فبراير 1907).
- انتخب عضو مجلس النواب الأمريكي عن دائرة Arkansas's 4th congressional district [الإنجليزية]‏ (4 مارس 1903 – 14 يناير 1907).